# Secondigné-sur-Belle
Secondigné-sur-Belle là một xã thuộc tỉnh Deux-Sèvres trong vùng Nouvelle-Aquitaine phía tây nước Pháp. Xã này nằm ở khu vực có độ cao trung bình 49 mét trên mực nước biển.